# On the Night
On the Night je koncertní album britské rockové skupiny Dire Straits, vydané v roce 1993 a nahrané v roce 1992. Bylo vydáno dvěma nakladatelstvími - Vertigo Records jej vydalo mezinárodně, a Warner Bros. Records v USA.

## Seznam skladeb
Autorem všech skladeb je Mark Knopfler, výjimky jsou uvedeny v závorce za názvem skladby.
| Pořadí | Název                                    | Délka |
| ------ | ---------------------------------------- | ----- |
| 1.     | Calling Elvis                            | 10:25 |
| 2.     | Walk of Life                             | 5:06  |
| 3.     | Heavy Fuel                               | 5:23  |
| 4.     | Romeo and Juliet                         | 10:05 |
| 5.     | Private Investigations                   | 9:43  |
| 6.     | Your Latest Trick                        | 5:35  |
| 7.     | On Every street                          | 7:01  |
| 8.     | You and Your Friend                      | 6:48  |
| 9.     | Money for Nothing (Mark Knopfler, Sting) | 6:28  |
| 10.    | Brothers in Arms                         | 8:54  |

## Obsazení
- Mark Knopfler – kytara, zpěv
- John Illsley – basová kytara, zpěv
- Alan Clark – klávesové nástroje, syntetizátory
- Guy Fletcher – syntetizátory, zpěv
- Chris White – saxofon, flétna, bicí, zpěv
- Paul Franklin – pedálová steel kytara
- Phil Palmer – kytara, zpěv
- Danny Cummings – bicí, zpěv
- Chris Whitten – bicí